# Forshaga IF
Le Forshaga IF est un club de hockey sur glace de Forshaga en Suède. Il évolue en Hockeyettan, troisième échelon suédois.

## Historique
Le club est créé en 1907.

## Palmarès
- Aucun titre.